# Баррел (узел)
Ба́ррел (англ. Poacher’s Knot — «браконьерский узел») — узел, который применяли в охоте браконьеры для ловли птиц. Для его завязывания использовали конский волос. Сегодня узлом привязывают альпинистскую верёвку к карабинам страховочных усов в спортивном туризме, промальпе, спелеотуризме, арбористике.

## Способ завязывания

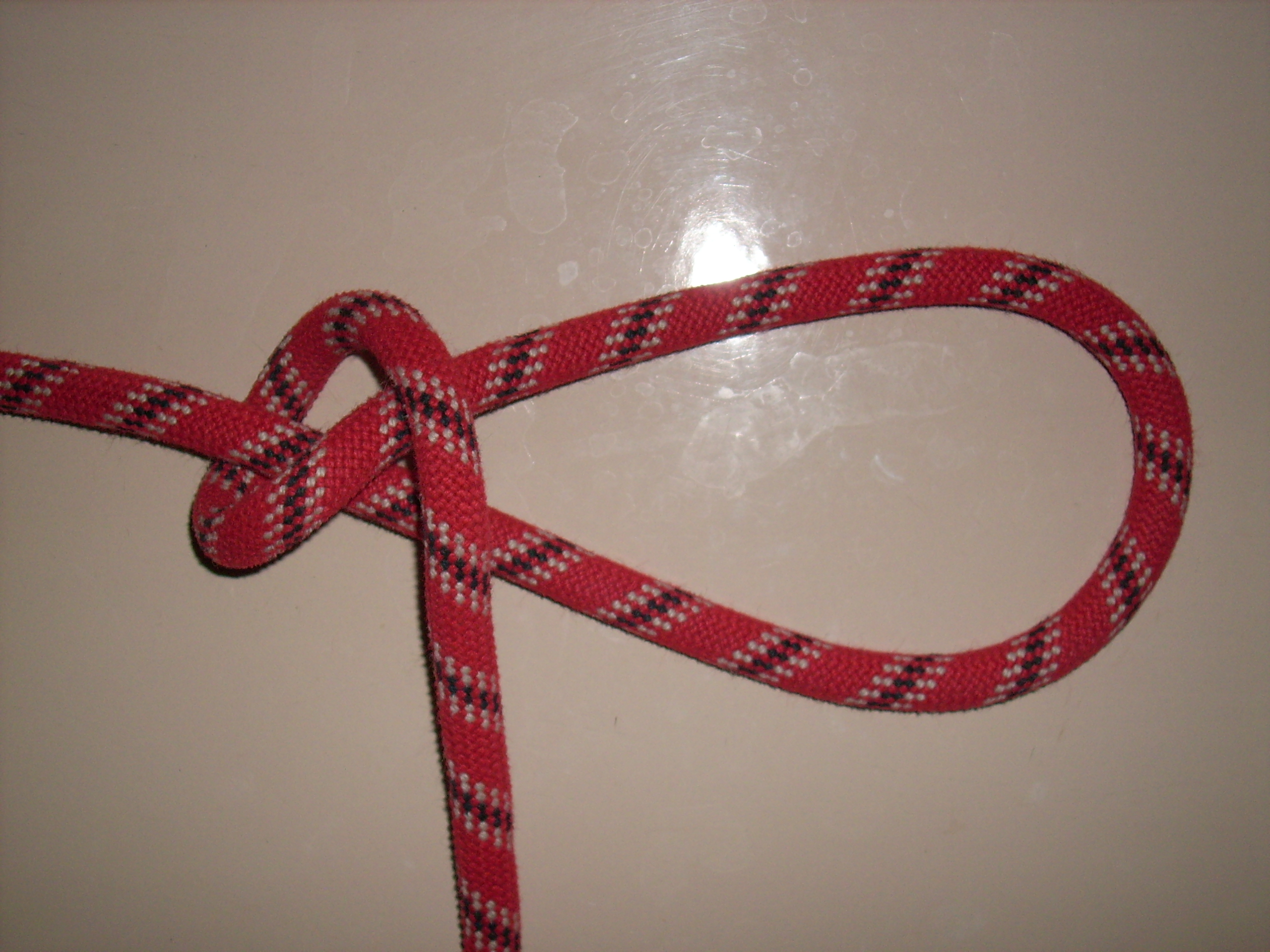
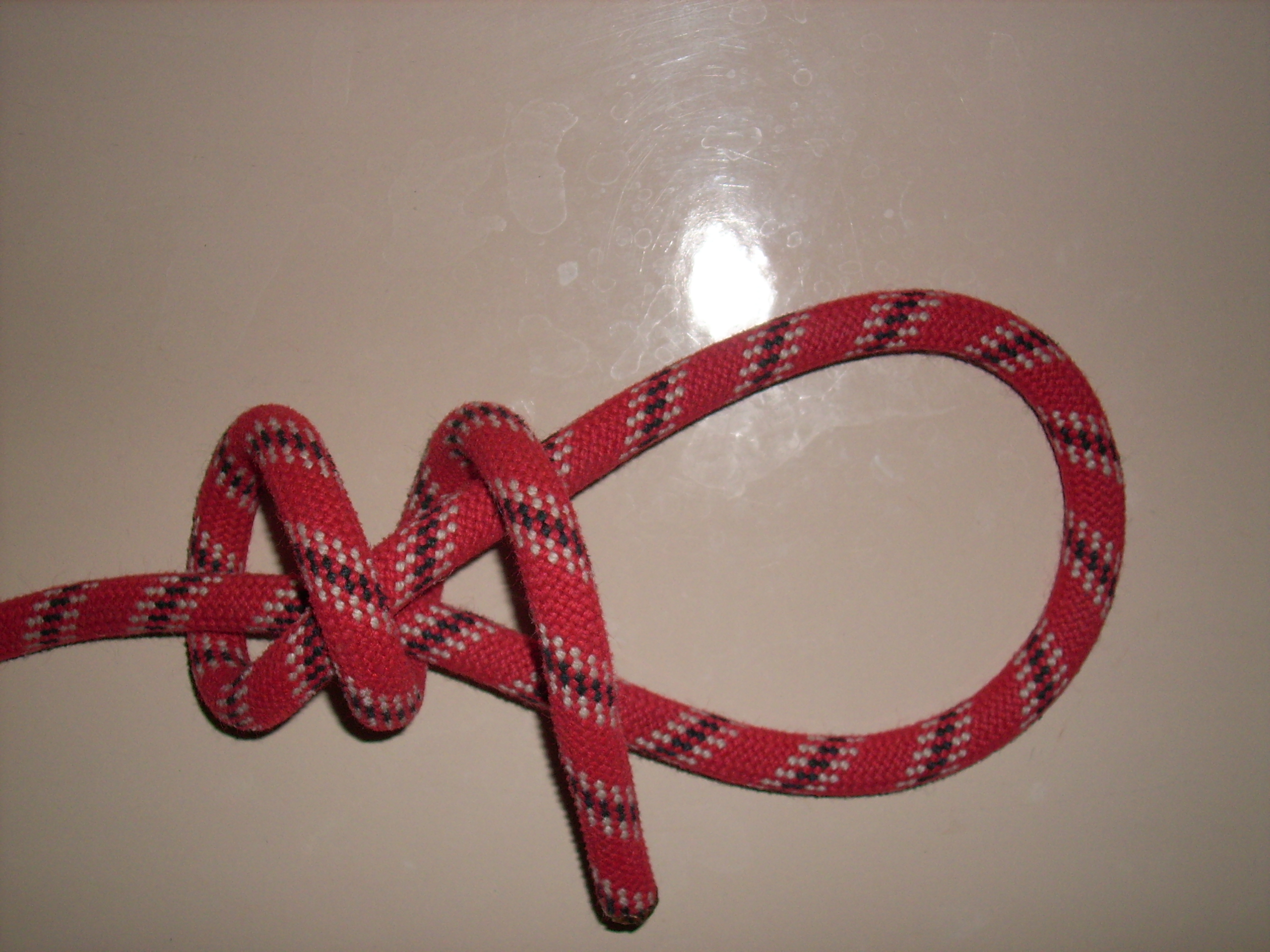
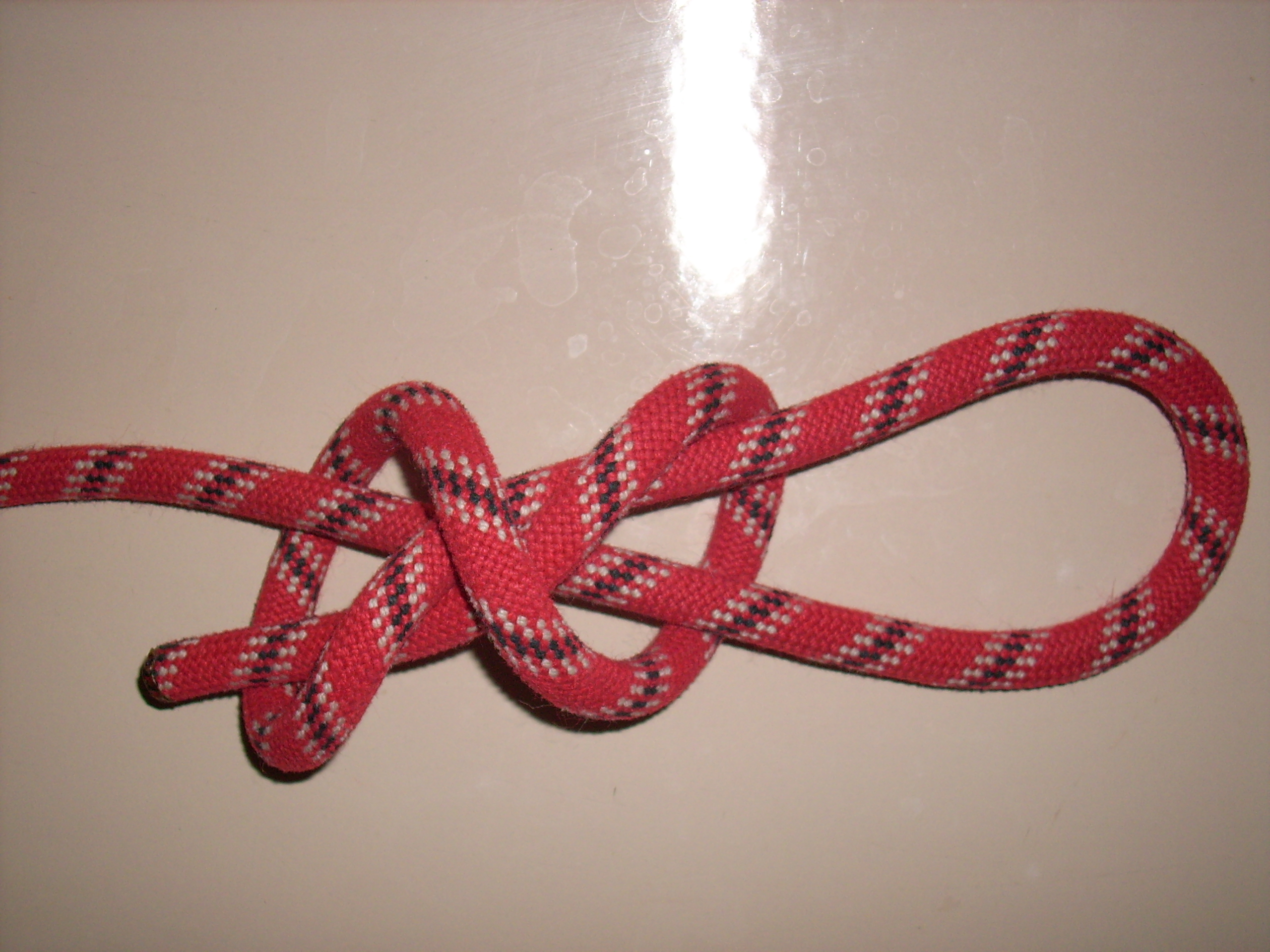
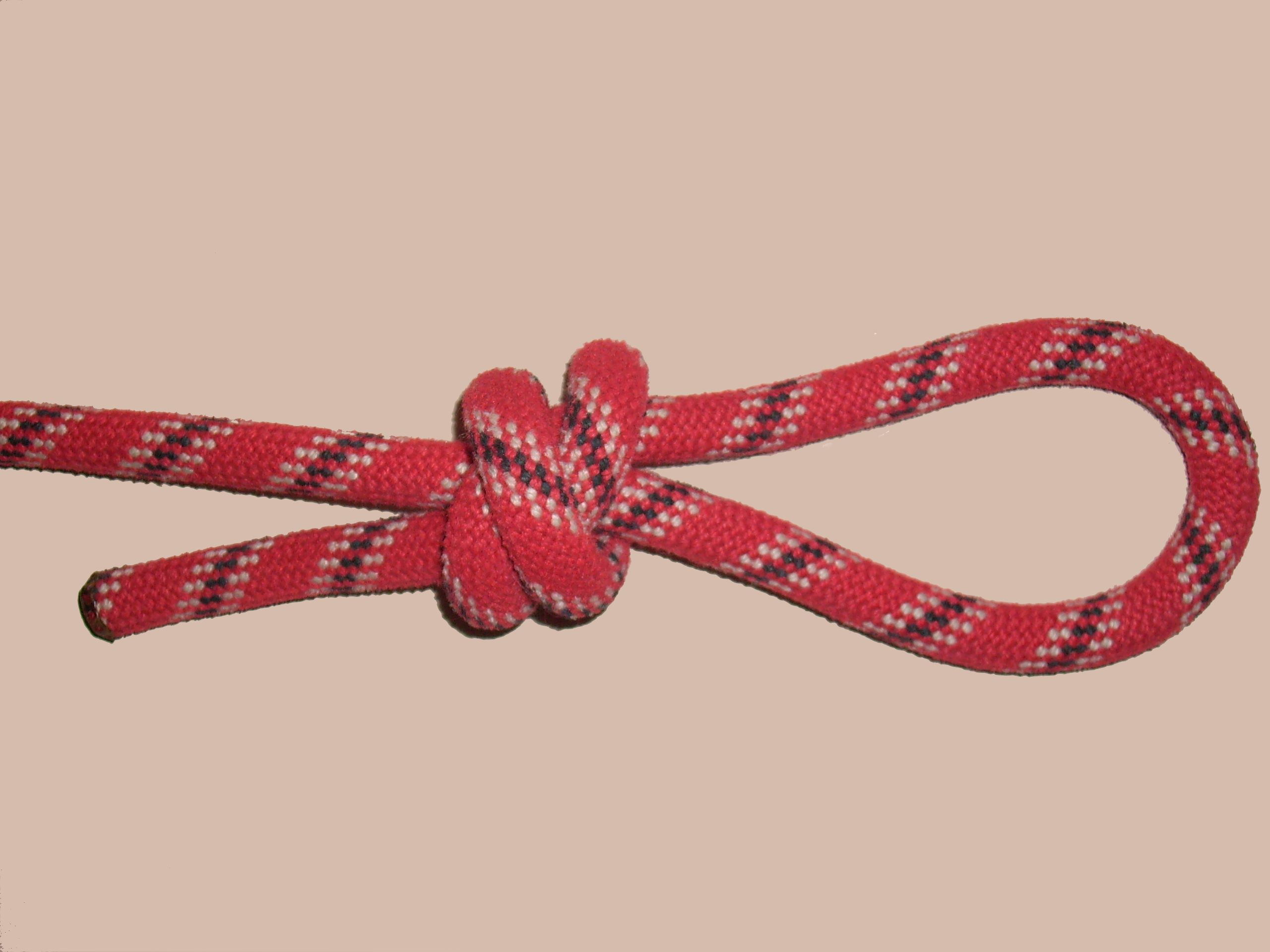
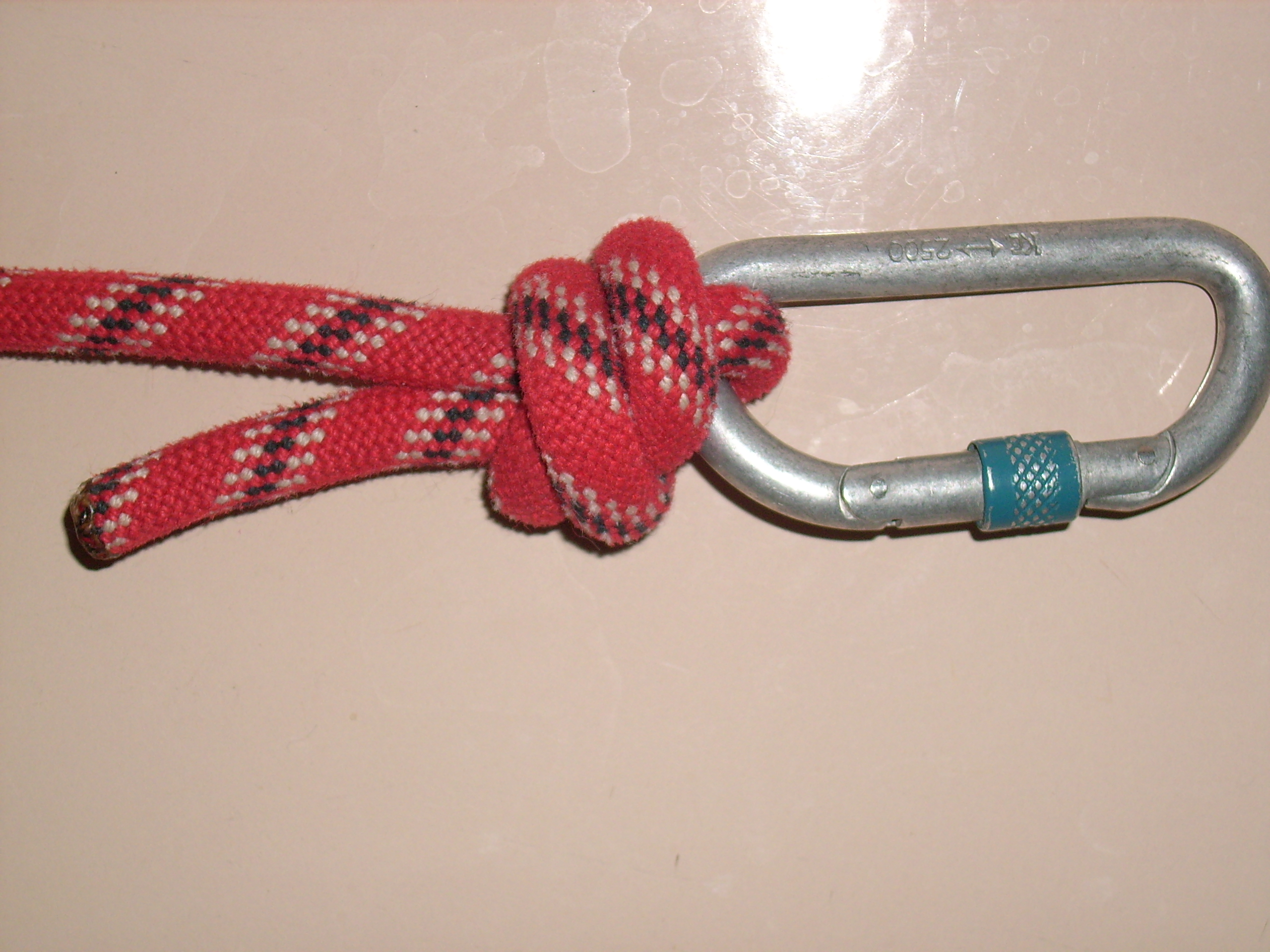

Завязать двойной простой узел ходовым концом верёвки на коренном, образовывающим петлю и, собственно, двойной бегущий простой узел.

## Применение
В охоте
- Браконьеры, использовавшие конский волос, завязывали браконьерский узел (двойной бегущий простой узел) для отлова птиц[2]

В арбористике
- В арбористике, промальпе, спелеотуризме применяют в качестве крепления альпинистской верёвки к карабинам страховочных усов. Арбористы сегодня узел ошибочно называют «ба́релем»[12]

В рыбной ловле
- Прикрепление рыболовного крючка к леске[13]

В быту
- Строители прикрепляли отвес этим узлом[14]

## Безопасное использование
Если двойной простой узел используют в качестве самостоятельного узла, то после него нужно завязывать контрольный узел, или дополнить его шлагом на карабин.